# Перевал Шарлотты
Перевал Шарлотты (англ. Charlotte Pass) — горный перевал в Снежных горах, находящийся на территории штата Новый Южный Уэльс в Австралии. Также там есть одноимённый горнолыжный курорт и деревня.
Перевал и деревня названы в честь Шарлотты Адамс, которая в 1881 году стала первой женщиной-европейкой, поднявшейся на гору Косцюшко.
В деревне зарегистрирована самая низкая температура в Австралии, −23,0 °C 28 июня 1994 г.